# Menthon-Saint-Bernard
Menthon-Saint-Bernard ist eine französische Gemeinde im Département Haute-Savoie in der Region Auvergne-Rhône-Alpes.

## Geographie
Menthon-Saint-Bernard liegt auf 482 m, etwa sieben Kilometer südöstlich der Stadt Annecy (Luftlinie). Das Dorf erstreckt sich auf einer Schwemmebene am östlichen Ufer des Lac d’Annecy, eingebettet zwischen den Höhen des Mont Baret im Norden, der Dents de Lanfon im Osten und des Roc de Chère im Süden.
Die Fläche des 4,51 km² großen Gemeindegebiets umfasst einen Abschnitt am Ostufer des Lac d’Annecy. Im Bereich von Menthon-Saint-Bernard ist das Seeufer flach, weil der Dorfbach hier im Lauf der Zeit eine Schwemmebene aufgeschüttet und leicht in den See vorgeschoben hat. Im Süden wird diese Ebene vom Kalkfelsen des Roc de Chère (651 m) begrenzt, der zum Teil senkrecht in den See fallende Felsen aufweist.
Nach Nordosten erstreckt sich das Gemeindeareal bis auf den Col de Bluffy (630 m), einen breiten Sattel flankiert von den Höhen des Mont Baret und des Massivs der Tournette. Der Pass stellt eine Verbindung vom Lac d’Annecy zum Tal des Fier her. Die höchste Erhebung wird mit 1229 m auf dem Mont Baret erreicht, der zu den Bornes-Alpen gezählt wird.
Zu Menthon-Saint-Bernard gehören neben dem eigentlichen Ortskern auch verschiedene Weilersiedlungen und Gehöfte, darunter: 
- Presles (471 m) in der Ebene nördlich an Menthon-Saint-Bernard anschließend
- Les Moulins (510 m) im Tal des Dorfbachs, am Südfuß des Mont Baret
- Ramponnet (540 m) östlich an das Dorf anschließend

Nachbargemeinden von Menthon-Saint-Bernard sind Veyrier-du-Lac und Alex im Norden, Bluffy im Osten, Talloires-Montmin im Süden sowie Saint-Jorioz und Sevrier im Westen.

## Geschichte
Das Gemeindegebiet von Menthon-Saint-Bernard war bereits in vorchristlicher Zeit besiedelt. Auch während der Römerzeit war der Ort besiedelt; es wurden Überreste ausgedehnter Thermen gefunden und ausgegraben. Erstmals urkundlich erwähnt wird Menthon im Hochmittelalter. Der Ortsname setzt sich aus den keltischen Wörtern men (Stein, Fels) und dunum (Festung) zusammen und bedeutet damit so viel wie Festung auf dem Fels.
Auf dem ersten Schloss von Menthon wurde vermutlich im Jahr 923 Bernhard von Menthon, Schutzpatron der Alpenbewohner und Gründer des Hospiz auf dem Grossen Sankt Bernhard, geboren. Seit dem 11. Jahrhundert gehört das Schloss der Familie von Menthon, die ursprünglich aus dem Burgund stammte. Zu kleineren Gebietsveränderungen kam es 1864, als der Ortsteil Choseaux von Talloires abgetrennt und Menthon zugeschlagen wurde, und 1910, als Presles von Veyrier-du-Lac an Menthon kam. Erst 1943 wurde die Gemeinde Menthon offiziell in Menthon-Saint-Bernard umbenannt.

## Bevölkerung
| Jahr                       | 1962 | 1968 | 1975 | 1982 | 1990 | 1999 | 2006 | 2013 | 2020 |
| Einwohner                  | 575  | 702  | 818  | 1178 | 1517 | 1659 | 1818 | 1905 | 1884 |
| Quellen: Cassini und INSEE |      |      |      |      |      |      |      |      |      |

Mit 1889 Einwohnern (Stand 1. Januar 2022) gehört Menthon-Saint-Bernard zu den kleineren Gemeinden des Départements Haute-Savoie. Seit Beginn der 1960er Jahre wurde dank der attraktiven Wohnlage und der Nähe zu Annecy eine deutliche Bevölkerungszunahme verzeichnet. Außerhalb des alten Ortskerns und an den Berghängen wurden zahlreiche neue Einfamilienhäuser und Villen errichtet.

## Sehenswürdigkeiten
Die Pfarrkirche Saint-Bernard de Menthon wurde 1847 im Stil des Neoklassizismus errichtet. Auf einem Vorsprung östlich des Dorfes thront die Burg Menthon-Saint-Bernard, die im 13. Jahrhundert erbaut und im 15. Jahrhundert verändert wurde. Weitere Veränderungen gab es im 17. Jahrhundert und um 1880, als das Schloss mit mehreren neuen Türmchen ausgestattet wurde. Im Weiteren sind das Schloss La Charbonnière und der Herrschaftssitz von Taine zu erwähnen.

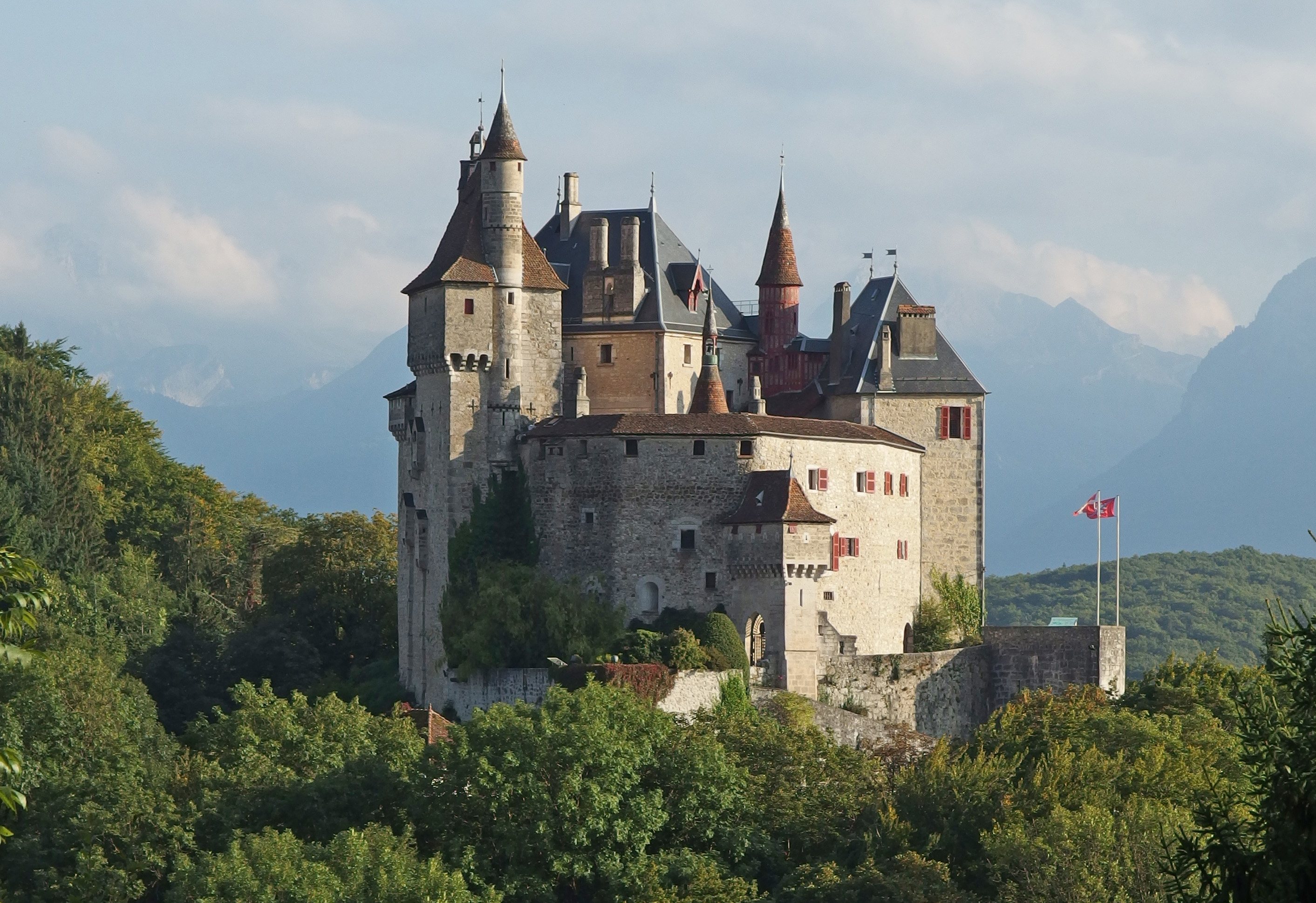
Burg Menthon-Saint-Bernard
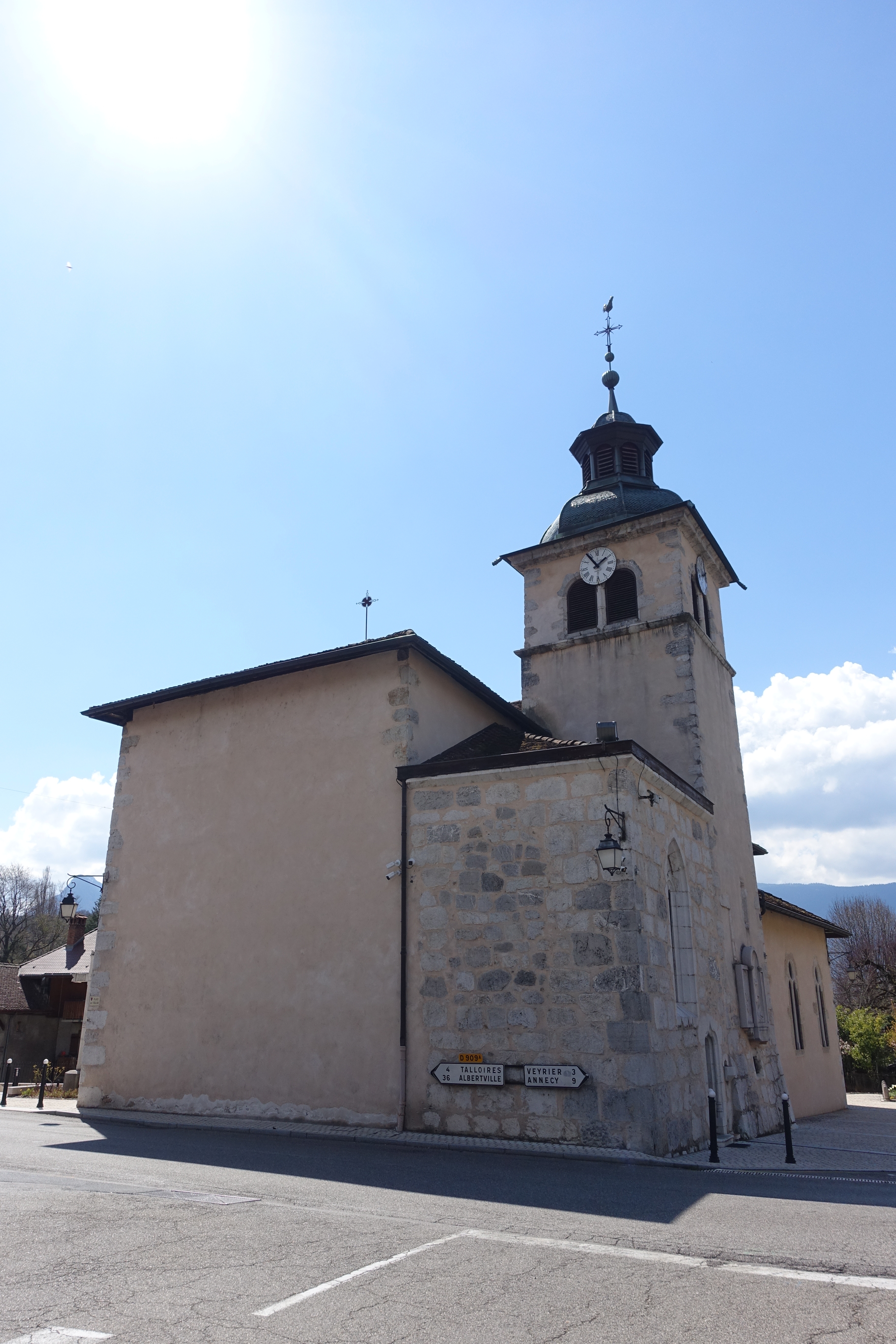
Kirche Saint-Bernard de Menthon
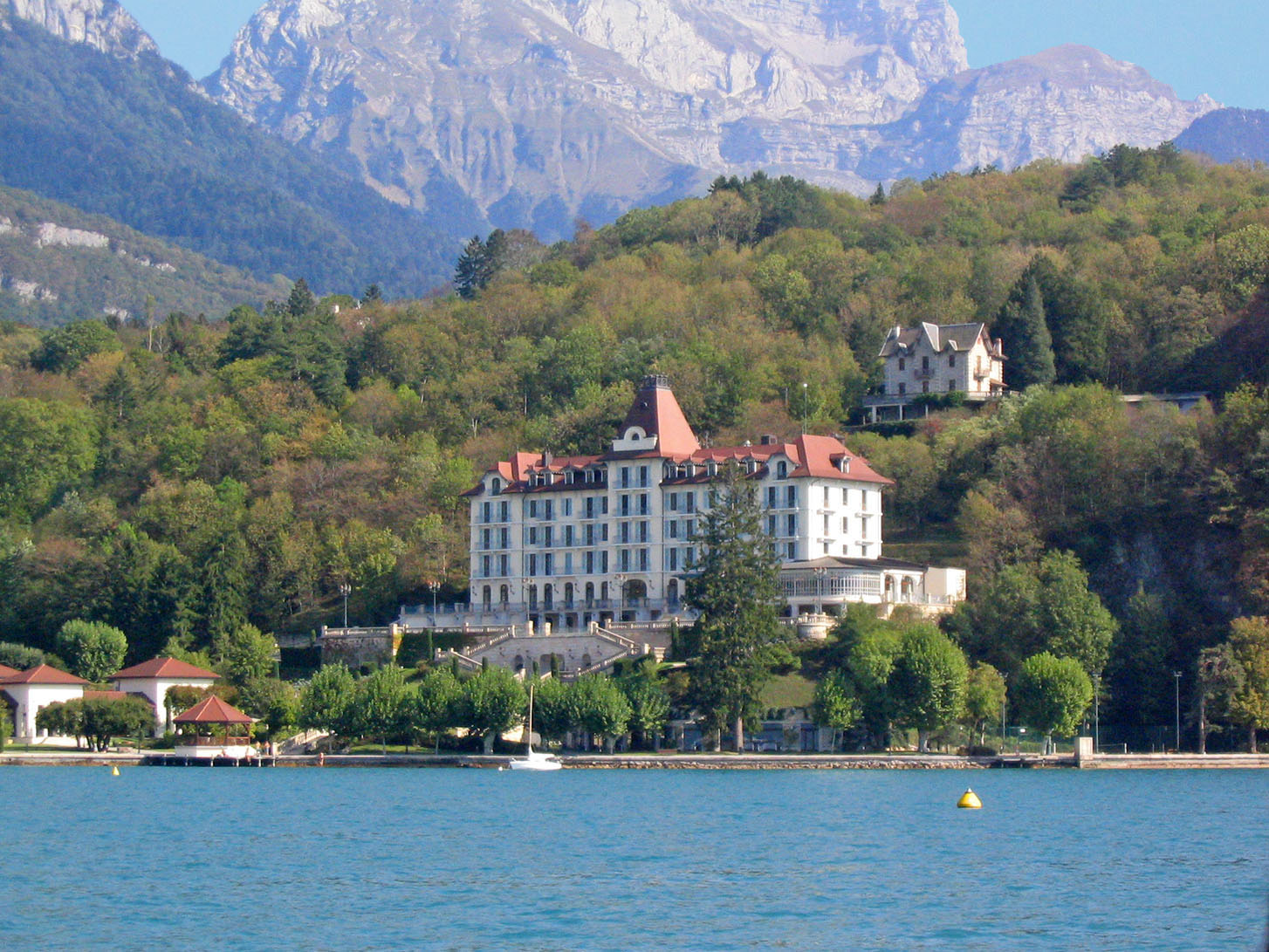
Hotel am See

## Wirtschaft und Infrastruktur
Menthon-Saint-Bernard war bis ins 20. Jahrhundert hinein ein vorwiegend durch die Landwirtschaft geprägtes Dorf. Heute gibt es einige Betriebe des Klein- und Mittelgewerbes. Viele Erwerbstätige sind Wegpendler, die in den größeren Ortschaften der Umgebung, insbesondere in Annecy ihrer Arbeit nachgehen. Dank seiner schönen Lage am See und dem milden Klima hat sich Menthon-Saint-Bernard in den letzten Jahrzehnten zu einem Ferienort entwickelt. Auch der Tagestourismus spielt eine bedeutende Rolle.
Die Ortschaft ist verkehrsmäßig recht gut erschlossen. Sie liegt an der Hauptstraße D909a, die von Annecy entlang dem östlichen Ufer des Lac d’Annecy nach Doussard führt. Weitere Straßenverbindungen bestehen mit Bluffy und über den Col de Bluffy mit Thônes. Der nächste Anschluss an die Autobahn A41 befindet sich in einer Entfernung von rund 13 km.

## Persönlichkeiten
- Bernhard von Menthon (983 oder 1008–1081 oder 1086), Heiliger der katholischen Kirche
- François de Menthon (1900–1984), Politiker, Jurist und französischer Hauptankläger beim Nürnberger Prozess, Bürgermeister von Menthon-Saint-Bernard von 1945 bis 1977
- Barbara Laage, eigentlich Claire Colombat (1920–1988), Schauspielerin